# Ізабелла Мальдонадо
Ізабелла Мальдонадо – американська письменниця, відомий автор детективних романів.
Вона знає про будні агента ФБР не з чуток. Закінчивши Академію ФБР у Куантико, вона пішла служити в поліцію і стала першою латиноамериканкою, яка отримала звання капітана. Їй довелося працювати в патрулі та у відділі зв'язків із громадськістю, брати участь у переговорах з терористами та навчати новобранців. Вона була координатором у відділі боротьби з бандитизмом і керувала районним відділенням поліції, часто співпрацюючи з агентами ФБР. Перед тим, як піти у відставку, Ізабелла керувала відділом спеціальних розслідувань та судово-медичної експертизи. Вона присвятила службі у правоохоронних органах двадцять два роки.
Ізабелла Мальдонадо – член Національної асоціації ФБР, Поліцейської асоціації округу Ферфакс, Міжнародної асоціації авторів трилерів, Американського товариства авторів детективного жанру, Міжнародного товариства латиноамериканських письменників, а також товариства жінок-авторів детективного жанру «Сестри по зброї» (у 2015 році була головою філії у Фініксі, до 2019 року була членом правління товариства).
Письменниця живе у Месі, штат Арізона.
1. 1 2 3 4 5 6 7 8  Чеська національна авторитетна база даних